# Igelsjön (Vittinge socken, Uppland)
Igelsjön är en sjö i Heby kommun i Uppland och ingår i Norrströms huvudavrinningsområde. Sjöns area är 0,03 kvadratkilometer och den är belägen 70 meter över havet.